# Ectinosoma ghardaqensis
Ectinosoma ghardaqensis is een eenoogkreeftjessoort uit de familie van de Ectinosomatidae. De wetenschappelijke naam van de soort is voor het eerst geldig gepubliceerd in 1964 door Noodt.